# Marche de Toscane
812–1197
Entités précédentes :
- Royaume lombard

Entités suivantes :
- République de Florence
- République de Lucques
- République de Pise
- République de Sienne

La marche de Toscane (en italien : Marca di Tuscia ; prononcé : ['marka di 'tu∫∫ja]) fut une marche aux frontières du royaume d'Italie et du Saint-Empire pendant le Moyen Âge.
Localisée au nord de l'Italie centrale, elle fut bordée par les États pontificaux au sud, la mer Ligurienne à l'ouest et la Lombardie au nord. Elle comprenait un ensemble de comtés, essentiellement le long de la vallée du fleuve Arno, originellement centrés au tour de Lucques.

## Histoire
Le margraviat est une création des souverains de l'Empire carolingien : la Toscane était l'un des duchés du royaume lombard (Lombardie majeure) jusqu'à ce que les rois des Francs  intervinrent dans le conflit avec le pape Étienne II. Lors de la donation de Pépin en 754, les domaines autour de Viterbe au sud ont été rattachés aux États de l'Église. Après que le royaume lombard a été conquis par les forces de Charlemagne en 774, la région au nord est incorporée à l'Italie impériale. 
Le premier seigneur de Toscane était Boniface Ier, un noble bavarois qui est nommé comte de Lucques en 812. Ses descendants ont accédé au titre de margrave vers 845 ; ils gouvernent la marche jusqu'en 931, date à laquelle Lambert de Toscane a été destitué par Hugues d'Arles, roi d'Italie, qui a nommé son frère Boson margrave. La dynastie des Bosonides ont gouverné jusqu'en 1001.
En 1027, la Toscane a de nouveau été confisquée par l'empereur Conrad II le Salique et remise au comte Boniface de Canossa. La maison Canossa puissante était un allié de la dynastie franconienne, mais, au fil du temps, faisait même concurrence aux souverains du Saint-Empire en Italie. La fille et héritière de Boniface, Mathilde de Toscane, régnait sur de vastes régions s'étendant de la Toscane jusqu'au patrimoine des Canossa en Émilie.
À la mort de Mathilde, en 1115, le temps des princes puissants du pays est terminé. Après les années du règne d'un grand nombre de gouverneurs (vicaires) impérials, différentes cités-États, républiques maritimes et communes se sont formées, dont notamment la république de Florence qui allait durer plus de 450 ans.

## Liste des margraves de Toscane

### Maison de Boniface
- 812–813 : Boniface Ier
- 828–834 : Boniface II
  - 835–845 : Aganus, hors dynastie
- 847–884 : Adalbert I, fils de Boniface II
- 886–915 : Adalbert II, fils d'Adalbert Ier
  - 915–920 : Berthe (régence), sa veuve, mère de Guy, Lambert, Hugues d'Arles et Boson d'Arles
- 920–929 : Guy, fils d'Aldabert II et demi-frère d'Hugues d'Arles par sa mère Berthe
- 929–931 :  Lambert († 932), frère de Guy et demi-frère d'Hugues d'Arles

### Bosonides
- 931–936 : Boson, frère d'Hugues d'Arles
- 936–961 : Hubert, fils illégitime d'Hugues d'Arles
- 961–1001 : Hugues, fils d'Hubert

### Divers
- 1004–1011 : Boniface III, comte de Bologne
- 1014–1027 : Rainier († 1027), également duc de Spolète

### Maison de Canossa
- 1027–1052 : Boniface
- 1052–1055 : Frédéric
  - 1055–1076 : Béatrice de Bar (régente) et son époux Godefroi le Barbu († 1069) et son gendre Godefroid le Bossu († 1076)
  - 1076–1115 : Mathilde et son second époux Welf II de Bavière (1089–1095)

Après la mort de Mathilde, la Toscane est dirigée par des gouverneurs amovibles sous le titre de vicaire et marquis.

### Vicaires impériaux
- 1124–1126 : Conrad de Scheyern
- 1135–1136 : Engelbert de Sponheim
- 1136–1139 : Henri le Superbe (Welf)
- 1139–1152 : Ulrich d'Attems
- 1152–1162 : Welf VI, frère de Henri le Superbe
  - 1160–1163 : Rainald von Dassel, archevêque de Cologne, en compétition.
- 1163–1173 : Christian Ier von Buch, archevêque de Mayence
- 1193–1195 : Conrad d'Urslingen
- 1195–1197 : Philippe de Souabe († 1208)

À la mort de l'empereur Henri VI en 1197, la Toscane échappe « de facto » au pouvoir impérial. Les villes s'unissent dans la Ligue toscane sous l'égide de Florence.

## Sources
- Wickham, Chris. Early Medieval Italy: Central Power and Local Society 400–1000. MacMillan Press: 1981.